# Мюлар, Франсуа
Франсуа Анри Мюлар (фр. François Henri Mulard, 1769—1850) — французский художник. Ученик Жака-Луи Давида. Известен картиной «Наполеон принимает персидских послов в Финкенштейнском дворце», изображающей один из моментов Финкенштейнского договора.

## Биография
Ученик Жак-Луи Давида. В 1799 году, стал лауреатом малой Римской премии, в 1802 году, участвовал но премию не получил. Преподавал рисунок на Королевской мануфактуре гобеленов. В 1830 году, стал одним из соучредителей Вольного общества изящных искусств в Париже, в 1832 году вместе со своим коллегой Луи-Александром Пероном (1776—1855), занял пост вице-президента.